# Årets Wikimedian
Årets Wikimedian, eller Wikimedian of the Year, är en utmärkelse som delas ut årligen för att uppmärksamma viktiga framsteg inom Wikimedia-rörelsen. Den instiftades av medgrundaren av och talesmannen för det användargenererade uppslagsverket Wikipedia, Jimmy Wales. Före 2017 hette utmärkelsen Årets Wikipedian, eller Wikipedian of the Year.

## Årets Wikimedian
- 2011 Rauan Kenzhekhanuly, för sitt arbete med den kazakiskspråkiga Wikipedian.
- 2012 "Demmy", för arbetet med  yorubaspråkiga Wikipedia.
- 2013 Rémi Mathis, för sin roll i kontroversen kring artikeln i den franskspråkiga Wikipedia rörande en militär radiostation vid Pierre-sur-Haute.[5]
- 2014 Ihor Kostenko, en journalist och  Euromajdan-aktivist som var aktiv inom ukrainskspråkiga Wikipedia och blev dödad under en protest i februari 2014. Kostenko fick motta utmärkelsen postumt.[6]
- 2015 delades priset ut in pectore, dvs. utan att avslöja namnet på mottagaren. Mottagaren var en anonym skribent från Venezuela som drivits i exil för att ha offentliggjort fotografier från protester mot regeringen.[7]
- 2016 Emily Temple-Wood och Rosie Stephenson-Goodknight fick motta priset för sina insatser för att motverka könsfördomar på Wikipedia, särskilt genom att skapa artiklar om kvinnliga forskare.[5]
- 2017 Felix Nartey, som skriver om Ghana och fick priset för sitt engagemang för att bygga upp samarbetsprojekt inom Wikimedia i Afrika.[8]
- 2018 Farhad Fatkullin, för sitt arbete kring minoritetsspråk i Ryssland.[9]
- 2019 Emna Mizouni, som varit med och grundat den ideella rörelsen Carthagina 2013. Mizouni har organiserat ett flertal Wikimediakonferenser inklusive den första Wikiarabiska och utfört viktiga ledningsuppdrag inom organisationen.[10]
- 2020 Sandister Tei, för sitt arbete med artiklar om omfattningen av coronaviruspandemin 2019–2021 i Ghana.[11]
- 2021 Alaa Najjar för sitt arbete med att utveckla arabiskspråkiga Wikipedia, med särskilt fokus på Coronaviruspandemin 2019–2021.
- 2022 Olga Paredes för sitt arbete i spanskspråkiga communities såsom Wikimujeres och Wikimedistas de Bolivia samt för sitt stöd till speciellt kvinnor inom Wikimediarörelsen.[12]
- 2023 Taufik Rosman för hans passion att dela kunskap, uppmuntra andra och koppla samman den digitala sfären med personligt engagemang som gjort honom till en förkämpe och global ambassadör för fri kunskap.[13][14]

Vid ceremonierna har också flera hedersomnämnanden gjorts till ytterligare personer som gjort viktiga insatser för Wikimedia-rörelsen.